# Кинтайр (тауншип, Миннесота)
Кинтайр (англ. Kintire) — тауншип в округе Редвуд, Миннесота, США. На 2000 год его население составило 214 человек.

## География
По данным Бюро переписи населения США площадь тауншипа составляет 91,3 км², из которых 91,3 км² занимает суша, водоёмов нет.

## Демография
По данным переписи населения 2000 года здесь находились 214 человек, 78 домохозяйств и 62 семьи.  Плотность населения —  2,3 чел./км².  На территории тауншипа расположено 85 построек со средней плотностью 0,9 построек на один квадратный километр. Расовый состав населения: 99,07 % белых, 0,47 % азиатов и 0,47 % приходится на две или более других рас.
Из 78 домохозяйств в 37,2 % воспитывались дети до 18 лет, в 73,1 % проживали супружеские пары, в 3,8 % проживали незамужние женщины и в 20,5 % домохозяйств проживали несемейные люди. 19,2 % домохозяйств состояли из одного человека, при том 10,3 % из — одиноких пожилых людей старше 65 лет. Средний размер домохозяйства — 2,74, а семьи — 3,16 человека.
29,4 % населения — младше 18 лет, 6,5 % — в возрасте от 18 до 24 лет, 22,4 % — от 25 до 44, 23,8 % — от 45 до 64, и 17,8 % — старше 65 лет. Средний возраст — 40 лет. На каждые 100 женщин приходилось 125,3 мужчин.  На каждые 100 женщин старше 18 приходилось 118,8 мужчин.
Средний годовой доход домохозяйства составлял 38 375 долларов, а средний годовой доход семьи —  39 821 доллар. Средний доход мужчин —  25 625  долларов, в то время как у женщин — 19 688. Доход на душу населения составил 16 889 долларов. За чертой бедности находились 4,9 % семей и 8,8 % всего населения тауншипа, из которых 10,2 % младше 18 лет.